# Mirosław Graf
Pour les articles homonymes, voir Graf.
Mirosław Graf, né le 5 juin 1959, est un sauteur à ski polonais, inventeur de la technique « en V »,.

## Carrière
Graf commence sa carrière en 1969 à Szklarska Poręba sous l'œil de Franciszek Szczyrbak. Cinq ans plus tard, il représente le club de Karpacz entraîné par Ryszard Witke, et finalement entre 1980 et 1982 il défend les couleurs de Legia Zakopane, son entraîneur est alors Jan Furman.
En 1969, Graf est victime d'une fracture des côtes et d'une entorse de la cheville pour cette raison il place les skis en V et non pas parallèlement comme c'était d'usage à l'époque,. Ses entraîneurs essaient de le lui désapprendre, ils lui conseillent de marcher en mettant les pieds vers l'intérieur et placent des "machoires" sur ses fixations de ski. Grâce à cette technique les sauts de Graf sont plus longs et plus sûrs. Cependant les arbitres baissent ses notes pour le style à 15-16 points. Cette technique est reprise à la fin des années 1980 par le suédois Jan Boklöv. Lors d'une compétition à Karpacz Graf effectue le saut le plus long mais ne remporte que la 4e place. Il établit des records de tremplin à Miłków, Kottmar, Karpacz, Lubawka et Szklarska Poręba. En 1980, il participe à la coupe du monde à Zakopane où il fait un saut de 108 mètres. Il met un terme à sa carrière en 1982 et termine ses études à l'Académie d'éducation physique à Wrocław. Il tente sa chance pour la dernière fois en 1989 à Szklarska Poręba en gagnant la compétition avec le record du tremplin battu. Il travaille ensuite en tant qu'entraîneur et professeur d'éducation physique. Il est également membre de la commission du combiné nordique auprès de la Fédération polonaise de ski. Pendant neuf ans, il a dirigé un club de saut à ski et de combiné nordique, l'UKS GRAF-ski. En novembre 2014, il est élu maire de Szklarska Poręba,.